# Haag (Bawaria)
Haag – miejscowość i gmina w Niemczech, w kraju związkowym Bawaria, w rejencji Górna Frankonia, w regionie Oberfranken-Ost, w powiecie Bayreuth, wchodzi w skład wspólnoty administracyjnej Creußen. Leży przy autostradzie A9. 1 stycznia 2020 do gminy przyłączono 259 ha, pochodzących ze zlikwidowanego obszaru wolnego administracyjnie Lindenhardter Forst-Nordwest.
Gmina położona jest ok. 8 km na południe od Bayreuth, ok. 50 km na południowy zachód od Amberga i ok. 55 km na północny wschód od Norymbergi.

## Dzielnice
W skład gminy wchodzą następujące dzielnice: 
| - Bockmühle - Bocksrück - Culmberg - Freileithen - Gosen - Haag | - Huth - Leismühle - Obernschreez - Sahrmühle - Schreez - Unternschreez |

## Demografia
| Rok  | Liczba mieszk. |
| ---- | -------------- |
| 1970 | 767            |
| 1987 | 783            |
| 2000 | 905            |
| 2006 | 937            |

## Polityka
Wójtem od 2002 jest Horst Rauh (CSU), jego poprzednikiem był Johann Lautner (Wolny Związek Wyborców).

## Oświata
(na 1999)

W gminie znajduje się 25 miejsc przedszkolnych (z 25 dziećmi).